# لاکهید وای‌او-۳
لاکهید وای‌او-۳ (به انگلیسی: Lockheed YO-3) یک هواگرد ساختِ کارخانهٔ لاکهید کورپوریشن در کشور ایالات متحده آمریکا است . نخستین استفاده‌کنندهٔ این هواگرد نیروی زمینی ایالات متحده آمریکا بوده‌است. این هواگرد برای نخستین بار در ۱۹۶۹ میلادی مورد استفاده قرار گرفت.